# Adolfo Aldana Torres
Adolfo Aldana Torres (nascut a San Roque, Cadis; 5 de gener de 1966), és un exfutbolista professional andalús. Tot i que va començar com a davanter va evolucionar en la seva demarcació per passar a migcampista o interior dret, encara que sempre amb vocació ofensiva.

## Trajectòria
Format en les categories juvenils del Reial Madrid, va debutar amb el primer equip el 2 de gener de 1989 en un partit enfront del Futbol Club Barcelona en el qual va resultar vencedor l'equip blanc. Des d'aquest moment va esdevenir un dels jugadors suplents més utilitzats, sent el seu rendiment de gran nivell, com a substitut de Míchel, titular a la banda dreta.
Col·labora activament en la consecució de les lligues de 1988-89 i 1989-90 de l'equip blanc així com en la Copa del Rei de 1989 i el subcampionat de 1990. El seu bon rendiment i les seves bones maneres fan que altres equips es fixin en ell, especialment l'Atlètic de Madrid del polèmic Jesús Gil, no obstant això, Aldana romandrà en el Reial Madrid fins a 1992.
Després del fitxatge de Luis Enrique pel club del Bernabéu, les seves oportunitats a Madrid van decréixer, en un equip que a més a més arrossega greus problemes econòmics, un tot plegat que obrí les portes de sortida del Reial Madrid.
La seva destinació, no serà un club gran, sinó el modest Deportivo de La Corunya, que havia ascendit feia solament un parell d'anys. En el club blanc-i-blau, presidit per Augusto César Lendoiro i dirigit per Arsenio Iglesias va a realitzar una gran temporada, que li va a dur a la selecció de la mà de Javier Clemente, per a substituir curiosament a Míchel, i va ajudar el Depor a lluitar pel títol de lliga.
Una greu lesió el manté 14 mesos allunyats dels terrenys de joc, i no pot acudir al mundial dels Estats Units. No torna a jugar fins a la temporada 94-95, en la qual segueix comptant amb el suport dels tècnics i de l'afició, si bé el seu rendiment mai arriba a ser tan bo com el d'abans. En la temporada 1995-96 deixa el Depor per a reforçar a l'Espanyol classificat per a la copa de la UEFA, no obstant això, juga pocs partits i decideix retirar-se dels terrenys de joc.
Després de deixar el futbol va cursar els estudis que l'han convertit en entrenador nacional, ocupant en l'actualitat el càrrec de seleccionador andalús.

## Palmarès
- Lliga 1988-89, 1989-90 amb el Reial Madrid.
- Copa del Rei 1989 amb el Reial Madrid.
- Supercopa 1990 amb el Reial Madrid.
- Copa del Rei 1995 amb el Deportivo de La Corunya.
- Supercopa 1995 amb el Deportivo de la Corunya.